# クリストファー・トセリ
クリストファー・ベンハミン・トセリ・リオス（Cristopher Benjamín Toselli Ríos 、1988年6月15日 - ）は、チリ・アントファガスタ出身のプロサッカー選手。元チリ代表。クルブ・ウニベルシダ・デ・チレ所属。ポジションは、ゴールキーパー。

## 経歴

### クラブ
2001年にウニベルシダ・カトリカのユースチームに入団。2007年にトップチームに昇格した。

### 代表
2007 FIFA U-20ワールドカップではクラウディオ・タファレルの所持していた484分無失点記録を492分に更新した。同大会でチリは3位入賞を果たした。

## 代表歴

### 出場大会
- チリ代表
  - 2014 FIFAワールドカップ

### 試合数
- 国際Aマッチ 9試合 0得点（2010年-2017年）[3]

| チリ代表 | 国際Aマッチ | 国際Aマッチ |
| 年       | 出場        | 得点        |
| -------- | ----------- | ----------- |
| 2010     | 1           | 0           |
| 2011     | 0           | 0           |
| 2012     | 2           | 0           |
| 2013     | 0           | 0           |
| 2014     | 1           | 0           |
| 2015     | 0           | 0           |
| 2016     | 3           | 0           |
| 2017     | 2           | 0           |
| 通算     | 9           | 0           |

## タイトル

### クラブ
ウニベルシダ・カトリカ
- プリメーラ・ディビシオン (5): 2010, 2015-16クラウスーラ, 2016-17アペルトゥーラ, 2019, 2020
- コパ・チレ (1): 2011
- スーペルコパ・デ・チレ (2): 2016, 2019

### 代表
- コパ・アメリカ: 2015, 2016